# Hit Different
Hit Different è un singolo della cantautrice statunitense SZA, pubblicato il 4 settembre 2020 dalle etichette discografiche TDE e RCA Records.

## Antefatti e pubblicazione
Il singolo segna il ritorno sulle scene musicali della cantante, escludendo collaborazioni, dal primo album in studio Ctrl: meno di un mese prima, tramite Twitter, aveva accusato il presidente della sua etichetta Top Dawg Entertainment di aver posticipato volutamente l'uscita della sua nuova musica. È stato annunciato circa novanta minuti prima della sua pubblicazione ufficiale.

## Descrizione
Il brano, che vede la partecipazione del rapper statunitense Ty Dolla Sign, è stato scritto dagli stessi interpreti con Chad Hugo, Pharrell Williams e Rob Bisel, e prodotto dai Neptunes. È composto in chiave di Do minore ed ha un tempo di 120 battiti per minuto.
Il brano era stato originariamente concepito come primo estratto dal secondo album in studio di SZA, SOS (2022); tuttavia, è stato scartato durante il processo di definizione della lista tracce in favore dell'utilizzo di un suo campionamento nella traccia Love Language.

## Video musicale
Il videoclip del brano, diretto dalla stessa interprete, è stato reso disponibile in concomitanza con l'uscita del singolo. Verso la seconda metà del video, la canzone termina e ne comincia una diversa: si tratta di un inedito, successivamente pubblicato come singolo e intitolato Good Days.

## Tracce
Testi di Solána Imani Rowe e Tyrone Griffin, Jr., musiche di Chad Hugo, Pharrell Williams e Rob Bisel.
1. Hit Different (feat. Ty Dolla Sign) – 3:22

## Formazione
Musicisti
- SZA – voce
- Ty Dolla Sign – voce aggiuntiva

Produzione
- The Neptunes – produzione
- Ben "Bengineer" Sedano – assistenza all'ingegneria del suono
- Curtis "Sircut" Bye – assistenza all'ingegneria del suono
- Jonathan Pfarr – assistenza all'ingegneria del suono
- Nick Valentin – assistenza all'ingegneria del suono
- Nicolas De Porcel – mastering
- Derek "MixedByAli" Ali – missaggio
- Kaushlesh "Garry" Purohit – registrazione
- Mike Larson – registrazione
- Rob Bisel – registrazione

## Successo commerciale
Nella Official Singles Chart britannica Hit Different ha esordito alla 55ª posizione con 7 580 unità vendute nel paese durante la sua prima settimana.

## Classifiche
| Classifica (2020) | Posizione massima |
| ----------------- | ----------------- |
| Canada            | 55                |
| Portogallo        | 169               |
| Regno Unito       | 55                |
| Stati Uniti       | 29                |